# Oldervik (Troms)
Oldervik (Leaibbáš en same du Nord) est une localité du comté de Troms, en Norvège.

## Géographie
Administrativement, Oldervik fait partie de la kommune de Tromsø.